# Orquestra Filharmònica Reial d'Estocolm
L'Orquestra Filharmònica Reial d'Estocolm (en suec Kungliga Filharmonikerna o Kungliga Filharmoniska Orkestern, traduccions literals, "Reial Filharmònica" o "Orquestra Filharmònica Reial") és una orquestra sueca amb seu a Estocolm. La seva seu principal és el Konserthuset.

## Història
L’orquestra fou fundada l’any 1902 amb el nom de Orquestra de la Societat de Concerts d’Estocolm (Stockholms konsertförenings orkester). Esdevingué una formació estable l’any 1914. Des del 1926, té la seu al Konserthuset (Sala de Concerts d’Estocolm). A partir de 1937, *Radiotjänst* (ara Ràdio Sueca) començà a utilitzar l’orquestra com a formació principal per a les seves emissions, en lloc de disposar d’una orquestra pròpia. L’any 1957 prengué el nom d’Orquestra Filharmònica d’Estocolm (Stockholms Filharmoniska Orkester). El 1992 adquirí el nom actual, amb el patrocini de la família reial sueca.
Georg Schnéevoigt en fou el primer director principal, del 1915 al 1924. El seu director titular actual és Sakari Oramo, que assumí el càrrec el 2008 amb un contracte inicial de tres anys. El 2011, el seu contracte fou prorrogat fins al 2015, i l’abril de 2016 es va anunciar una nova ampliació fins al 2021. Oramo finalitzà la seva etapa com a director titular al final de la temporada 2020–2021, i actualment ostenta el títol de hedersdirigent (director honorari).
L’any 2019, Ryan Bancroft dirigí per primera vegada com a convidat l’orquestra. El desembre de 2021 es va anunciar el seu nomenament com a nou director titular, efectiu a partir de la temporada 2023–2024.
L’orquestra participa anualment en les cerimònies dels Premis Nobel i en les celebracions del Premi Polar de música. També organitza dos festivals anuals a la seva seu, el Konserthuset: el Festival Internacional de Compositors d’Estocolm i el Composer Weekend al maig, dedicat a un compositor suec contemporani.

## Directors principals
- Georg Schnéevoigt (1915–1924)
- Václav Talich (1926–1936)
- Fritz Busch (1937–1940)
- Carl von Garaguly (1942–1953)
- Hans Schmidt-Isserstedt (1955–1964)
- Antal Doráti (1966–1974)
- Guennadi Rojdéstvenski (1974–1977)
- Yuri Ahronovitch (1982-1987)
- Paavo Berglund (1987–1990)
- Guennadi Rojdéstvenski (1991–1995)
- Andrew Davis i Paavo Järvi (1995–1998)
- Alan Gilbert (2000–2008)
- Sakari Oramo (2008–2021)
- Ryan Bancroft (2023–present)